# Malachius aeneus
Espèce
Malachie bronzé (malachius aeneus), est une espèce de coléoptère à ailes molles de la famille des Melyridae .   

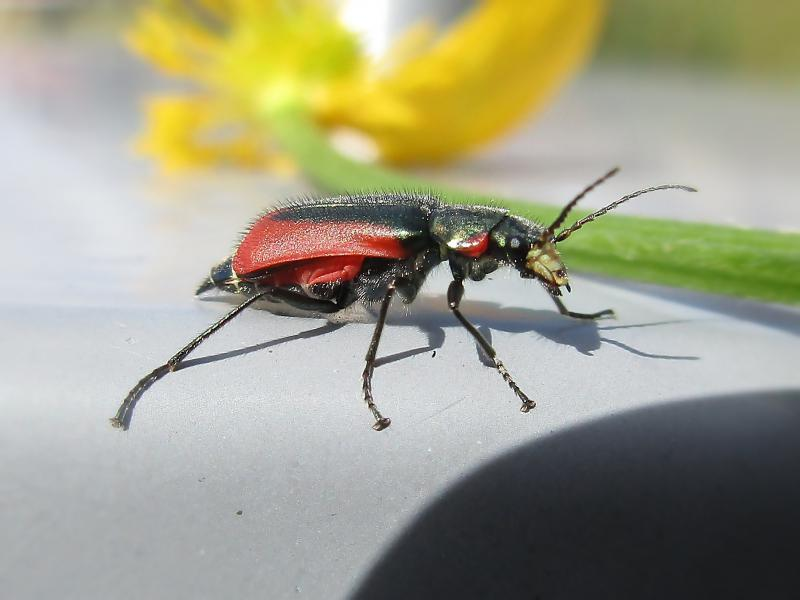
Malachius aeneus

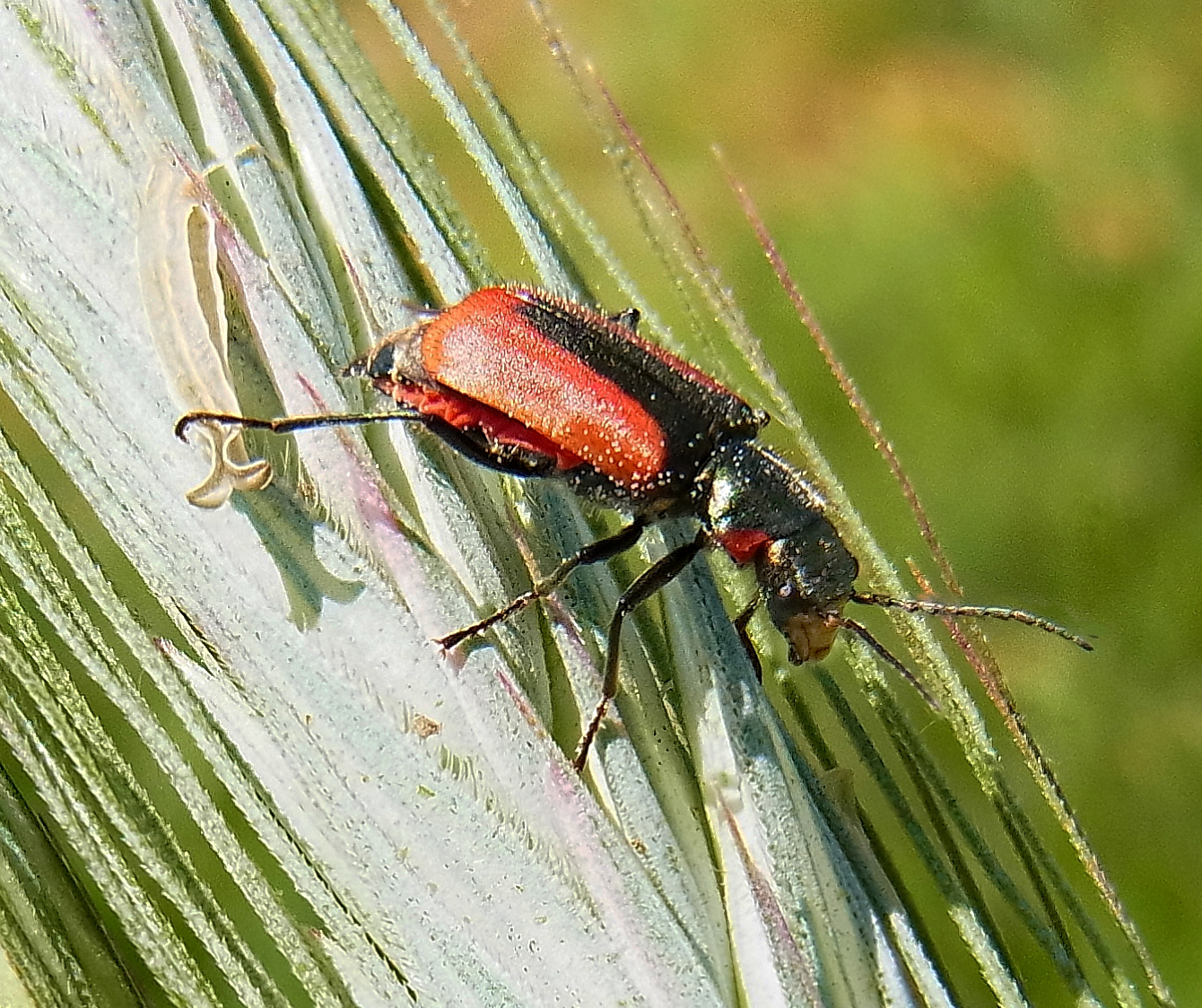
Malachius aeneus

## Description
D'une taille d'environ 6 à 7 millimètres, ce coléoptère dispose d'un moyen de défense particulier: il possède des dispositifs glandulaires dégageant des gaz malodorants en cas de danger.

## Alimentation
Cet insecte se nourrit essentiellement de pollen et de puceron.